# Annie Sophie Cory
Annie Sophie Cory (1er octobre 1868, Rawalpindi - 2 août 1952, Milan) est une auteure britannique de romans populaires, également connue sous les pseudonymes de Victoria Cross(e), Vivian Cory et V.C. Griffin. Ses écrits s'ancrent dans le mouvement féministe intellectuel et artistique de la New Woman,.

## Biographie
Originaire du Pendjab, Annie Sophie Cory est la plus jeune des trois filles du Colonel Arthur Cory et de son épouse Fanny Elizabeth Griffin. Son père est employé dans l'armée britannique à Lahore, où il travaille comme rédacteur en chef du journal The Civil and Military Gazette. Ses sœurs aînées sont la poétesse Adela Florence Nicolson et la rédactrice en chef Isabell Tate, éditrice de la Sind Gazette en Inde.
La famille rentre en Angleterre, et dès 1888, Annie Sophie Cory intègre l'Université de Londres, mais n'obtient pas son diplôme. Dans le recensement de 1891, le jeune femme réside au 35 Tavistock Crescent, Paddington, Londres avec sa mère. Après la mort d'Arthur Cory en 1903, Annie Sophie Cory voyage à travers le continent américain avec son oncle maternel, Heneage McKenzie Griffin, propriétaire de la mine d'argent Seven-Thirty à Boulder dans le Colorado et l'un des entrepreneurs les plus riches de l'industrie minière. Ils vécurent ensemble de 1916 à 1939, jusqu'à sa mort en Italie,.
Annie Sophie Cory hérite d'une partie de la fortune de son oncle et part s'installer à Monte Carlo chez des amies. Elle est également propriétaire d'une résidence au 8 Via Cantonale Legano en Suisse. Après sa mort à Milan, elle est enterrée aux côtés de son oncle en 1952.

## Carrière littéraire
Le pseudonyme le plus connu d'Annie Sophie Cory est Victoria Cross,, parfois rédigé Victoria Crosse. Selon The Bookman, elle choisit ce pseudonyme car les initiales V.C font directement référence à la Croix de Victoria et à l'engagement militaire de son père Arthur Cory,. 

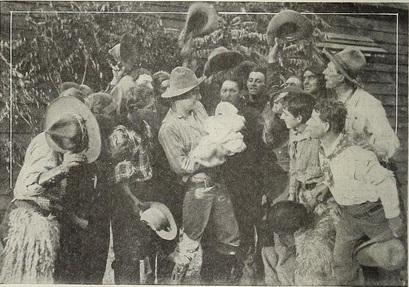
Présentation du bébé de Lydia Wilton, dans une scène de Life's Shop Window de J. Gordon Edwards, Motion Picture News, 1914.

Sa première pièce, Theodora, a Fragment, est publiée dans The Yellow Book en 1895. La même année, Annie Sophie Cory écrit The Woman Who Didn't, en réponse au livre de l'écrivain britannique Grant Allen intitulé The Woman Who Did. En 1901, elle publie son roman le plus renommé Anna Lombard, dans lequel une femme convainc son mari de lui permettre de poursuivre une liaison extraconjugale avec un Indien. 
Dans Six Chapiters of a Man's Life édité en 1903, le narrateur Cecil, un Anglais travaillant en Orient, raconte son histoire d'amour avec Theodora, qui l'accompagne par amour à Port Saïd, en Égypte, déguisée pour sa sécurité en homme. Une fois son vrai sexe révélé aux hommes égyptiens par un baiser impulsif de son amant, Theodora est agressée et défigurée, retournant à Cecil après une semaine passée comme captive dans un bordel. Bien que leur amour perdure, Theodora se noie pour échapper à la honte de son expérience.
L'ouvrage Martha Brown MP reposant sur un fantasme utopique et féministe de l'auteure et publié en 1935. Pour cet avant dernier roman, Annie Sophie Cory décrit un avenir dans lequel les femmes gouvernent l'Angleterre.
Les histoires et romans d'Annie Sophie Cory se consacrent aux  comportements et aux désirs dits inhabituels à l'époque victorienne, comme le travestissement des femmes, le désir sexuel incontrôlé et sans honte, le désir et la peur des relations sexuelles interraciales et la remise en question des rôles hétérosexuels traditionnels des hommes et des femmes,.

## Hommage
En 1914, le roman Life's Shop-Window est adapté au cinéma par le réalisateur J. Gordon Edwards sur une adaptation de Mary Asquith. Le film raconte l'histoire de l'orpheline anglaise Lydia Wilton et de son mari Bernard Chetwin. Bien que le mariage de Lydia Wilton soit légitime, celui-ci a été célébré en secret et la jeune femme est accusée d'avoir eu un enfant hors mariage. Contrainte de quitter l'Angleterre, elle retrouve son mari en Arizona, où elle tombe amoureuse d'une vieille connaissance, Eustace Pelham, avant de revenir sur ses réels désirs et de retourner auprès de sa famille.
En 2008, Mary Talbot Cross publie Fate Knows No Tears, un récit fictif sur la vie de la poétesse Adela Florence Nicolson en Inde, sœur d'Annie Sophie Cory. Celle-ci apparaît alors comme un personnage secondaire dans le roman,.